# Tórshavn
Tórshavn, ou Torshavn (prononcé : /ˈtʰɔuʂ.haun/ ; en danois : Thorshavn, /ˈtsʰoɐ̯ˀs.ˌhɑwˀn/, litt. « [le] port de Thor »), est la plus grande ville et la capitale des Îles Féroé. Elle est située dans le sud de la plus grande île de l'archipel, Streymoy.
La population de la ville est de 19 165 habitants en 2019. La commune de Tórshavn, qui regroupe plusieurs localités, dont la ville de Tórshavn, comptait 21 078 habitants en 2019.
La ville est fondée entre le IXe et le Xe siècle. Les Vikings établirent leur parlement sur la péninsule Tinganes à Tórshavn en 825, donnant à la ville le statut de capitale des Îles Féroé. Les sources historiques ne mentionnent pas de zones bâties à Tórshavn jusqu'à la réforme protestante en 1539. Dès le début, un monopole commercial est institué à Tórshavn qui est devenu le seul endroit pour les insulaires pour vendre et acheter des biens. En 1856, le monopole a été aboli et le libre-échange a été instauré entre les îles.
La ville a connu une croissance rapide depuis le début du XXe siècle et est incontestablement le centre administratif, économique et culturel des Îles Féroé.

## Géographie

### Localisation
Tórshavn est située sur la côte est de la plus grande île de l'archipel, Streymoy, et baigné par la baie de Vestaravag.
Au nord-ouest de la ville se trouve le mont Húsareyn (347 m), et au sud-ouest le mont Kirkjubøur (351 m). Au sud, l'île de Nólsoy marque l'entrée du port.

### Climat
Tórshavn bénéficie d'un climat subpolaire océanique comparable à celui de Reykjavik en Islande.
- jours de neige par an (moyenne) : 44
- température la plus basse enregistrée à Tórshavn : −11 °C
- température la plus haute enregistrée à Tórshavn : 22 °C

| Mois                                | jan. | fév. | mars | avril | mai | juin | jui. | août | sep. | oct. | nov. | déc. | année |
| ----------------------------------- | ---- | ---- | ---- | ----- | --- | ---- | ---- | ---- | ---- | ---- | ---- | ---- | ----- |
| Température minimale moyenne (°C)   | 1,2  | 1,5  | 1,5  | 2,7   | 4,9 | 7,1  | 8,4  | 8,5  | 7    | 5,4  | 2,6  | 1,6  | 4,4   |
| Température moyenne (°C)            | 3,4  | 3,6  | 3,8  | 5     | 7   | 9,1  | 10,3 | 10,5 | 9,1  | 7,4  | 4,6  | 3,7  | 6,5   |
| Température maximale moyenne (°C)   | 5,3  | 5,5  | 5,9  | 7,2   | 9,2 | 11,4 | 12,6 | 12,8 | 11,2 | 9,3  | 6,6  | 5,8  | 8,6   |
| Ensoleillement (h)                  | 14   | 36   | 71   | 107   | 124 | 125  | 111  | 97   | 79   | 48   | 20   | 7    | 840   |
| Précipitations (mm)                 | 133  | 95   | 132  | 88    | 70  | 61   | 70   | 83   | 128  | 155  | 127  | 142  | 1 284 |
| Nombre de jours avec précipitations | 22   | 17   | 21   | 16    | 12  | 12   | 13   | 13   | 18   | 22   | 21   | 22   | 209   |

## Toponymie
Le nom de la ville signifie « le port de Thor », nommée d'après le dieu scandinave du tonnerre et de la foudre ; ainsi on retrouve sur le blason de la ville le marteau de Thor. Les Féroïens nomment généralement leur capitale « Havn » (le port).

## Histoire

### Moyen Âge

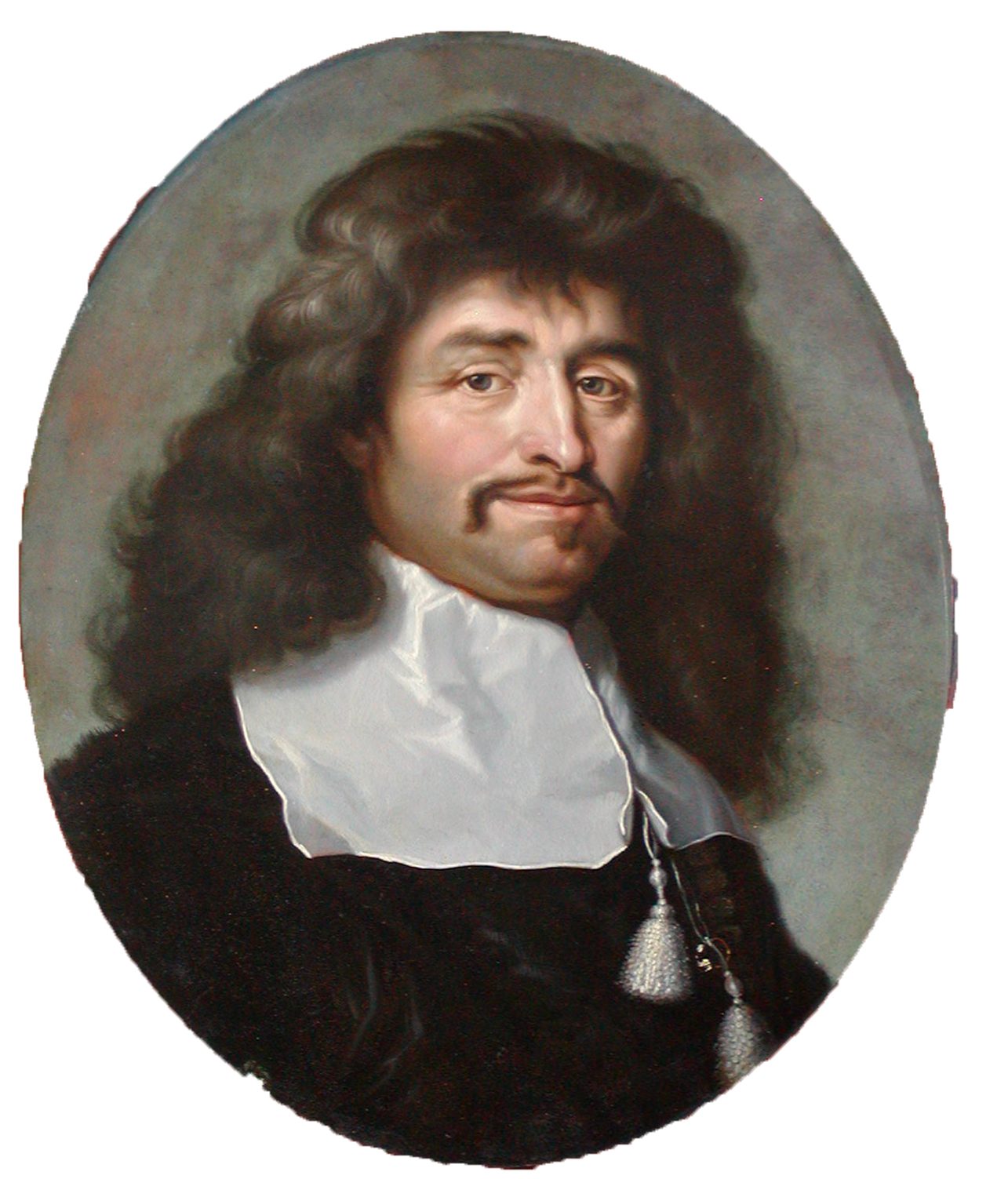
Christoffer Gabel

Selon la Saga des Féroïens, des émigrants qui ont quitté la Norvège pour échapper à la tyrannie de Harald Ier de Norvège et se sont installés dans l'archipel vers la fin du IXe siècle. Les colons vikings établirent leur propre parlement, le thing. Le thing principal était établi sur la péninsule de Tinganes, à Tórshavn en 825. Tinganes la péninsule qui divise le port entre Eystaravág et Vestaravág. Pendant l'ère des Vikings il était de tradition de tenir les réunions du thing dans un lieu neutre et inhabité, ce qui était le cas de Tinganes, qui était également un endroit central de l'archipel. Les Vikings se réunissaient sur les rochers plats de Tinganes chaque été. Une fois l'âge des Vikings terminé en 1035, un marché s'est installé sur l'ancien lieu de réunion.
Tout au long du Moyen Âge, l'étroite péninsule qui s'avance dans la mer constitue la partie principale de Tórshavn. Cette péninsule appartenait à deux agriculteurs, même si, contrairement au reste des villages des îles Féroé, Tórshavn n'a jamais été une véritable communauté agricole. En 1271, un monopole commercial est instauré à Tórshavn par la couronne norvégienne. Tous les échanges commerciaux entre la Norvège et les îles Féroé doivent d'abord passer par Bergen. Selon un document datant de 1271, deux navires faisaient régulièrement la liaison entre Tórshavn et Bergen avec des cargaisons de sel, de bois et de céréales.

### XVIe-XIXesiècle

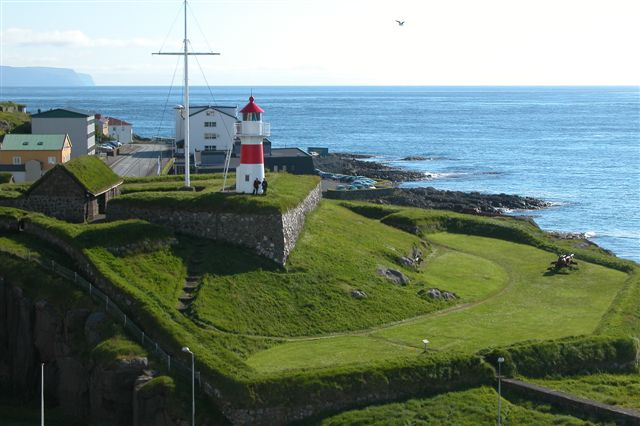
Le fort de Skansin

Les sources ne mentionnent des zones bâties à Tórshavn qu'après la Réforme protestante en 1539. Lorsque les attaques des pirates étaient devenues trop fréquente dans les îles Féroé, la priorité était de protéger la ville et son commerce. Vers 1580 une forteresse, Skansin, a été construite par un marchand, Magnus Heinason à l'extrémité nord du port. Des fortifications de moindre importance furent construites à Tinganes.
En 1584, Tórshavn compte 101 habitants. La population est divisée en trois groupes d'égale importance. Elle est composée d'agriculteurs, de leurs familles et leurs serviteurs, de responsables du commerce et du gouvernement et de gens qui ne possèdent pas de terres, ce qui inclut les paysans sans terre qui venaient à Tórshavn depuis les autres îles de l'archipel en quête de travail.
En 1655, le roi Frédéric III offre les îles Féroé à Christoffer Gabel (1617-1673), la période du règne de la famille Gabel sur les îles, entre 1655 et 1709 étant connue Gablatíðin. C'est le chapitre le plus sombre de l'histoire de Tórshavn. L'administration de Gabel soumettait les insulaires de diverses manières. Le monopole commercial était entre les mains de la famille et il n'était conçu pour les besoins de la population des îles Féroé. Les gens à travers le pays devaient amener leurs produits à Tórshavn et se contenter du prix qui était offert. Dans le même temps les marchandises importées étaient limitées et coûteuses. Il y eut de nombreuses plaintes de la part des habitants des îles pour protester contre le traitement injuste de l'administration. C'est au cours de cette période, en 1673, que la péninsule de Tinganes fut ravagée par un incendie. Un entrepôt de poudre à canon explosa et de nombreuses maisons furent détruites.
En 1709, la situation s'améliora avec le transfert du monopole à la couronne danoise. Les marchandises partaient de Copenhague trois fois par an. Cependant, en 1709, la ville fut frappée par une épidémie de variole, tuant presque toute la population de la ville. La ville avait, à cette époque, atteint une population de 300 habitants et 250 moururent. À partir de la seconde moitié du XVIIIe siècle, elle commença à se développer pour devenir une petite ville. À cette époque, Niels Ryberg était chargé du monopole. À partir de 1768 et au cours des 20 années suivantes, Ryberg organisait un commerce principalement basé sur la contrebande venant d'Angleterre. En raison du conflit franco-britannique, ces échanges commerciaux étaient tolérés. Ryberg a été la première personne à réaliser un profit financier issu de la pêche, qui devint plus tard la principale activité économique pour l'archipel.

### XIXesiècleà aujourd'hui

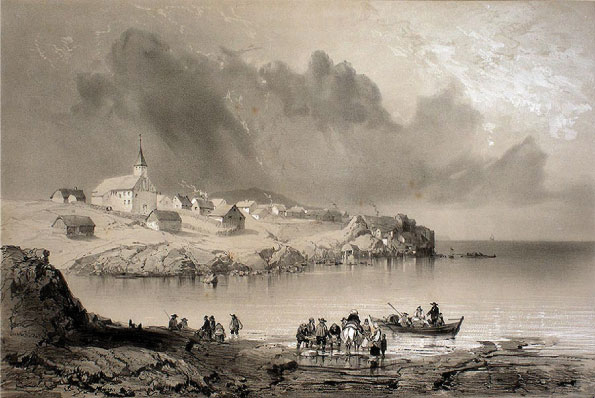
Tórshavn en 1839
Dessin de Barthélemy Lauvergne

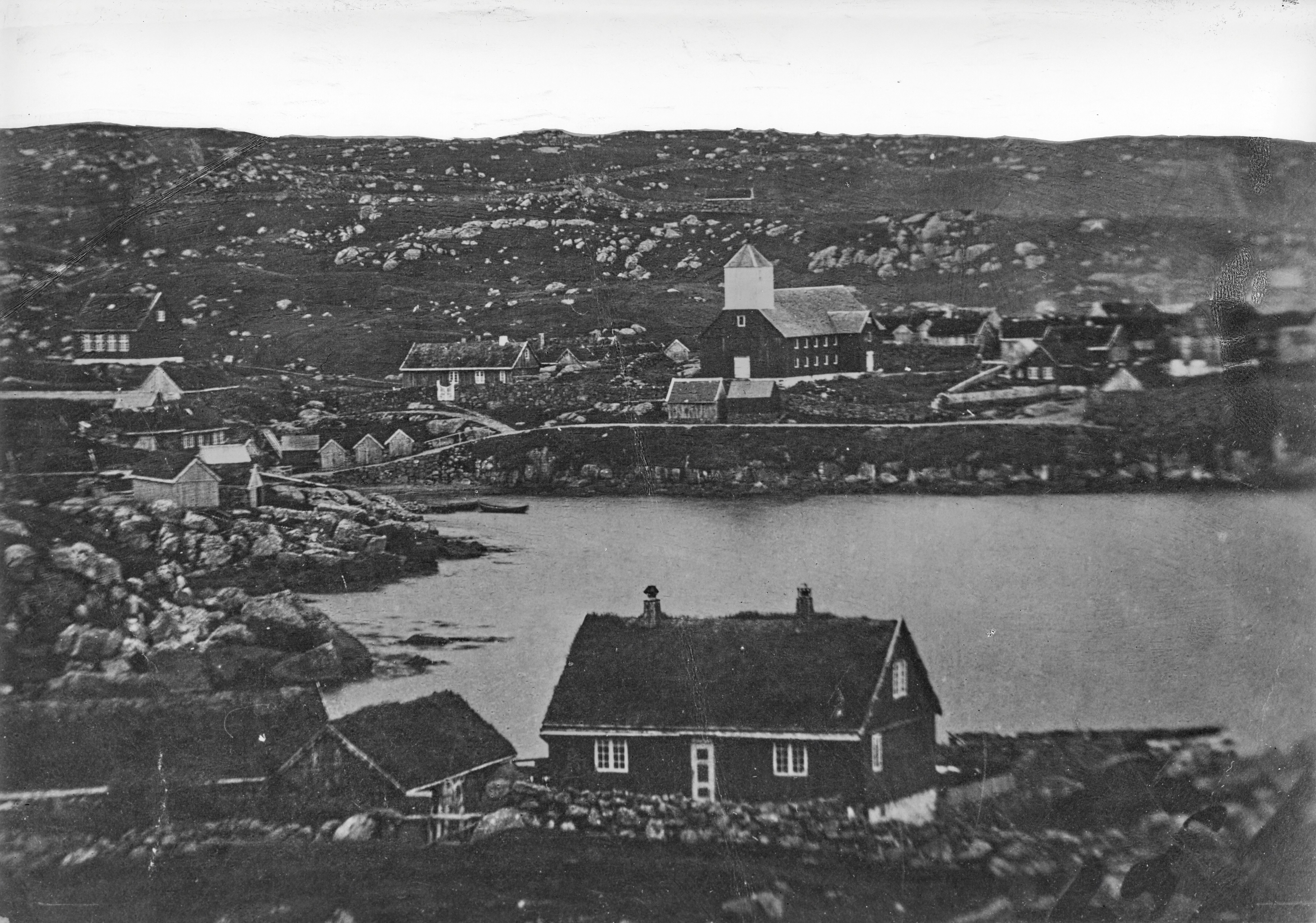
Le Løgting, en 1864

Le 30 mars 1808, pendant la guerre des canonnières, le navire britannique HMS Clio (en) arriva à Tórshavn et prit le fort de Skansin. Les Britanniques s'emparèrent des canons, ainsi que de toutes les autres armes et quittèrent l'archipel.
En 1856, le libre-échange est introduit aux îles Féroé. Il a ouvert l'archipel sur le monde et a transformé son économie. En 1866, un conseil municipal est mis en place à Tórshavn et la ville devient capitale des îles Féroé.
En 1927, un port moderne est construit à Tórshavn permettant d'accueillir de plus gros navires.
Pendant l'occupation britannique des îles Féroé durant la Seconde Guerre mondiale, Skansin a été utilisé comme quartier général de la Royal Navy.

## Démographie
La ville de Tórshavn est peuplée en 2017 de 12 981 habitants. La commune de Tórshavn est peuplée à la même année de 20 885 habitants.
| Année | Population |  | Année | Population |  | Évolution de la population (1985–2007) |
| ----- | ---------- |  | ----- | ---------- |  | -------------------------------------- |
| 1801  | 554        |  | 1998  | 11 954     |  |                                        |
| 1854  | 900        |  | 1999  | 12 117     |  |                                        |
| 1900  | 1 656      |  | 2000  | 12 278     |  |                                        |
| 1925  | 2 896      |  | 2001  | 12 334     |  |                                        |
| 1950  | 5 607      |  | 2002  | 12 445     |  |                                        |
| 1975  | 11 329     |  | 2003  | 12 569     |  |                                        |
| 1985  | 12 330     |  | 2005  | 12 605     |  |                                        |
| 1990  | 13 124     |  | 2009  | 12 384     |  |                                        |
| 1995  | 11 568     |  | 2013  | 12 245     |  |                                        |
| 1997  | 11 771     |  | 2017  | 12 981     |  |                                        |

### Enseignement
La ville abrite plusieurs établissements d'enseignement supérieur. On y trouve principalement la seule université de l'archipel qui possède trois départements : « langue et littérature féroïennes », « science et technologie », et « histoire et sciences sociales ».

## Administration

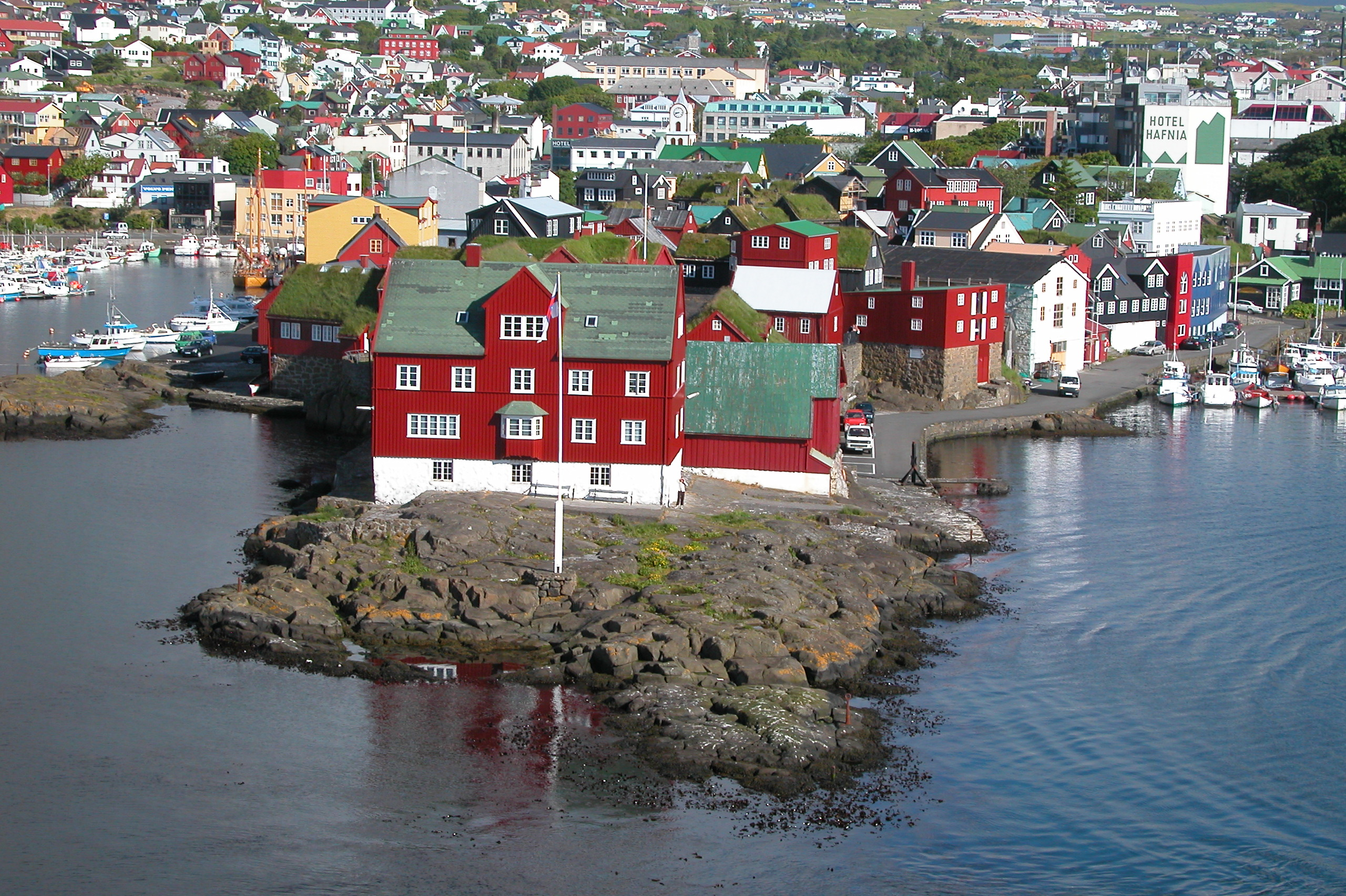
Le siège du gouvernement à Tórshavn sur la péninsule de Tinganes.

Le siège du gouvernement féroïen (landsstýri) se trouve sur la péninsule de Tinganes, alors que le parlement a été déplacé au centre-ville en 1856. Douze pays sont représentés à Tórshavn par des consulats : le Brésil, la Finlande, la France, la Grèce, l'Islande, l'Italie, la Norvège, les Pays-Bas, le Royaume-Uni, la Russie et la Suède.
Tórshavn est le centre administratif de la commune homonyme. Le bâtiment qui sert maintenant d'hôtel de ville était à l'origine une école municipale. Le conseil municipal est élu tous les quatre ans en novembre. Le maire actuel est Hedin Mortensen.
Dans le cadre des élections législatives, Tórshavn élit 10 des 33 membres au Løgting, le parlement Féroïen.

### Jumelages
La ville de Tórshavn est jumelée avec :
- Asker (Norvège)
- Mariehamn (Finlande)
- Nuuk (Groenland)
- Reykjavik (Islande)

La ville de Tórshavn entretient des accords de coopération avec :
- Stavanger (Norvège)
- Aberdeen (Écosse)
- Helsinki (Finlande)

## Économie

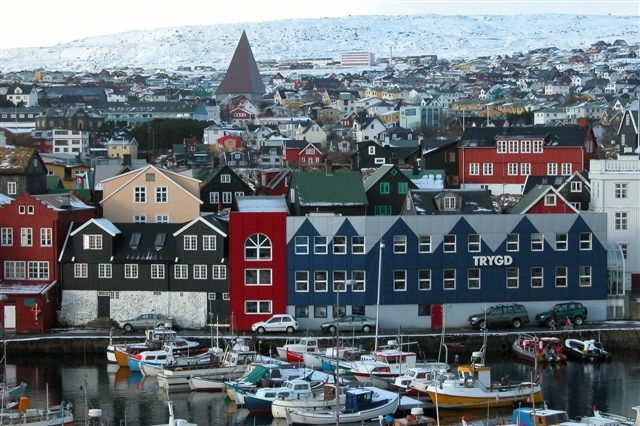
Le port de Tórshavn.

Tórshavn est le centre de l'industrie et du commerce dans les îles Féroé. L'industrie la plus importante du pays, la pêche, y est présente, avec un port de pêche, des usines de conditionnement et un chantier naval. À part ça, de nombreuses sociétés de service sont basées dans la ville, et on y trouve également deux centres commerciaux. Une rue piétonne, la Niels Finsens gøta, est une rue commerçante importante.
La deuxième industrie de l'archipel étant le tourisme, on trouve de nombreux hôtels dans la ville, ainsi qu'un terrain de camping.

## Transport

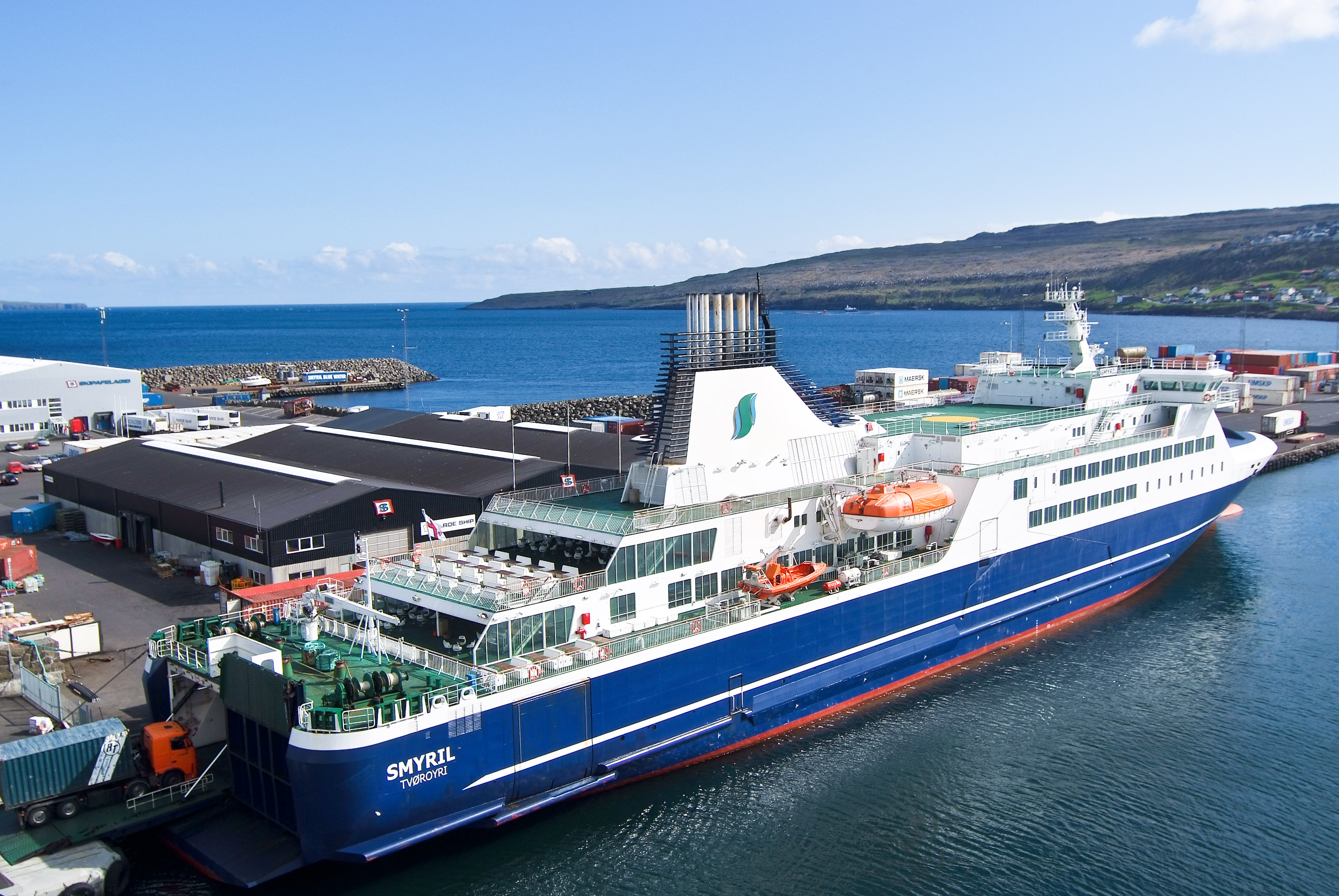
Un ferry de la Smyril Line à Tórshavn

Le port est desservi par la compagnie de transport de passagers Smyril Line qui fait la liaison entre le Danemark et l'Islande. Le port est également utilisé par une autre compagnie, Strandfaraskip Landsins, qui fait la liaison entre les îles de l'archipel, principalement vers Tvøroyri.
La ville est desservie par un réseau de bus, Bussleiðin, qui relie les différents villages de l'archipel à la capitale.
Il y a une hélisurface à Tórshavn et l'aéroport de Vágar est situé sur l'île de Vágar, qui est reliée à la ville par un tunnel sous-marin.

## Culture et patrimoine

### Vie culturelle

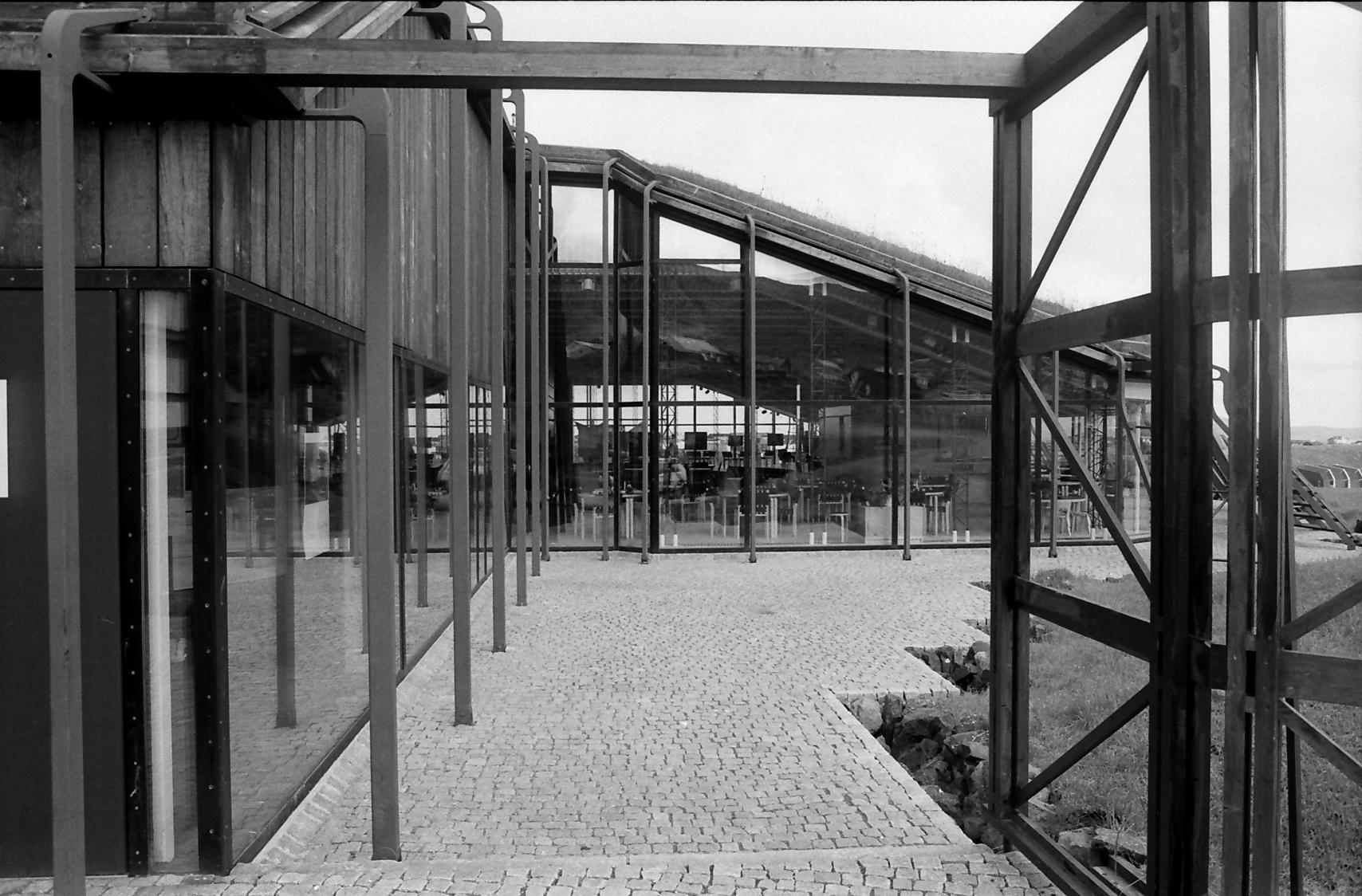
La maison nordique.

La ville accueille chaque année, les 28 et 29 juillet, un festival appelé Olavsoka, pendant lequel, les habitants de la ville se déguisent et viennent assister à une course de bateaux traditionnels qui a lieu dans le port. Des manifestations sportives et des concerts se tiennent également pendant ces deux jours.
La maison nordique (Norðurlandahúsið) a été construite en 1983, la conception du bâtiment étant le résultat d'un concours lancé par le Conseil nordique des ministres. Elle accueille des concerts, des représentations théâtrales, des expositions, ainsi que des conférences. Parmi les autres musées, on peut notamment citer le musée d'art Listasavn Føroya, le musée national Føroya Fornminnissavn, et l'exposition d'art alternatif à Skipasmiðja, dans un ancien entrepôt des chantiers navals.
Tórshavn est une scène musicale active, avec l'orchestre symphonique des Îles Féroé et le festival de jazz qui s'y tient chaque année depuis 1983. Du fait qu'il n'y a pas de véritable salle de concert dans la ville, les concerts ont lieu dans les bars et les cafés, ce qui contribue à une vie nocturne festive.
Tórshavn concentre également tous les médias de l'archipel. Les sièges de la radio (Kringvarp Føroya) et de la télévision publique (Sjónvarp Føroya) s'y trouvent, ainsi que les sièges des deux grands journaux du pays, Dimmalætting et Sosialurin.

### Religion
Tórshavn est également le centre religieux des îles Féroé. L'archipel est en soi une société très religieuse, avec une grande majorité de chrétiens. 83,6 % des habitants de la capitale sont membres de la Fólkakirkjan, contre 83,1 % pour le reste du pays. La cathédrale de Tórshavn est le siège de l'Église des îles Féroé, indépendante de l'Église du Danemark depuis 2007. Il y existe également une église catholique, la Mariukirkjan.

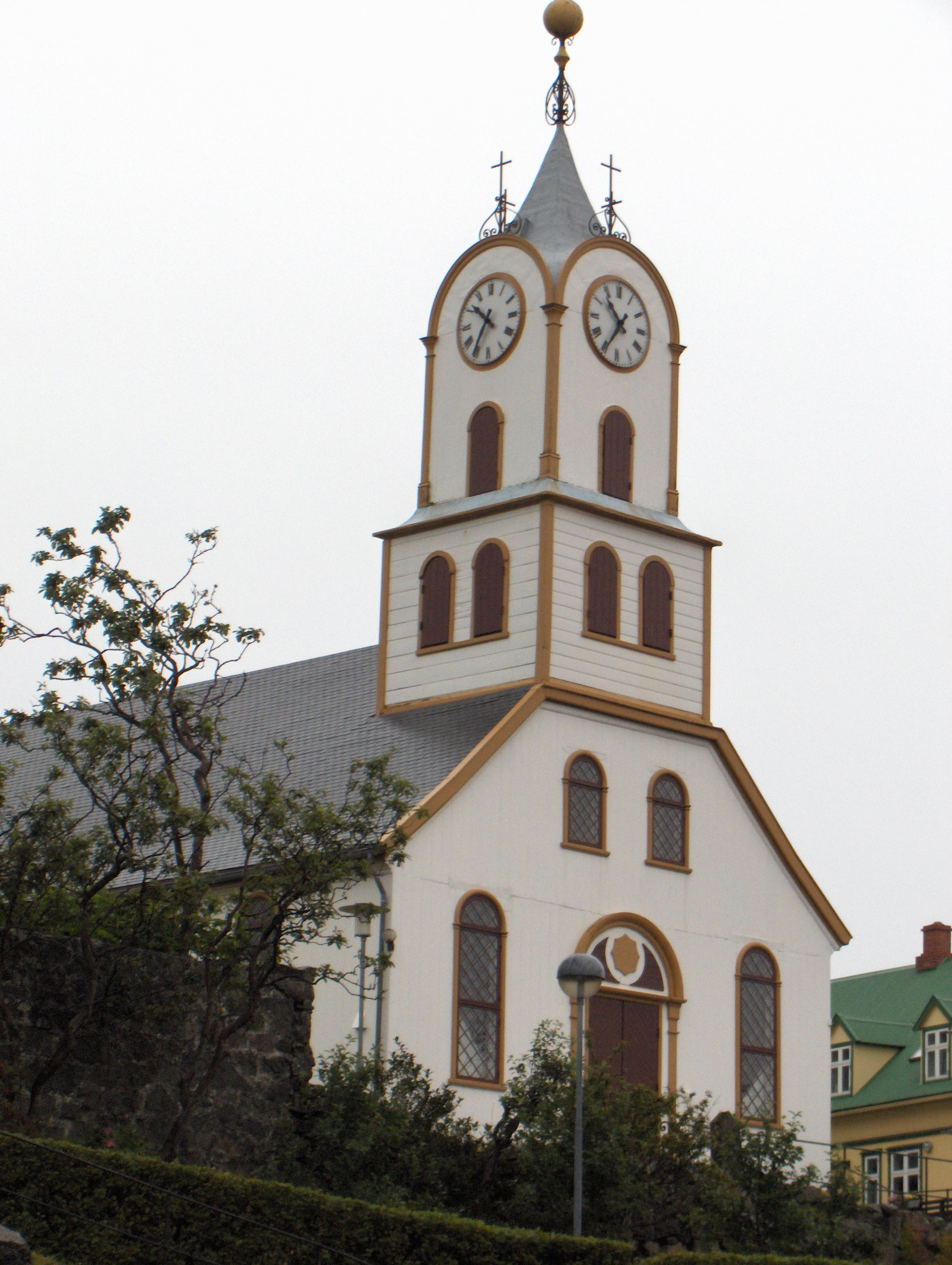
La cathédrale de Tórshavn.
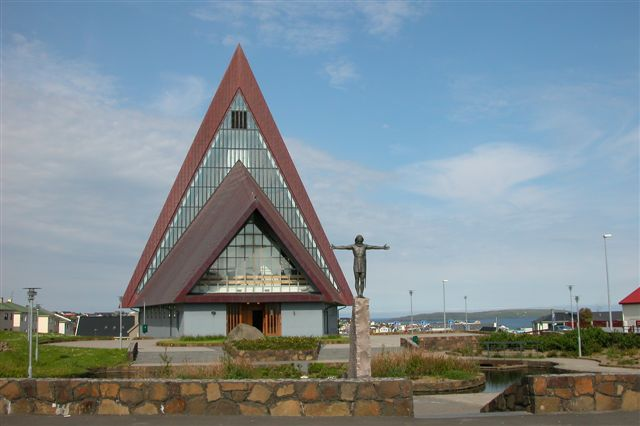
La Vesturkirkjan.

### Architecture
Tórshavn a un style architectural particulier en ce qu'elle est passée d'un village de pêcheurs à une capitale à un rythme très rapide, ce qui a créé un mélange de styles anciens et nouveaux. La technique de construction traditionnelle des îles Féroé est, cependant, toujours utilisée, et nombre de nouvelles habitations présentent des toits en herbe.

Le centre-ville.
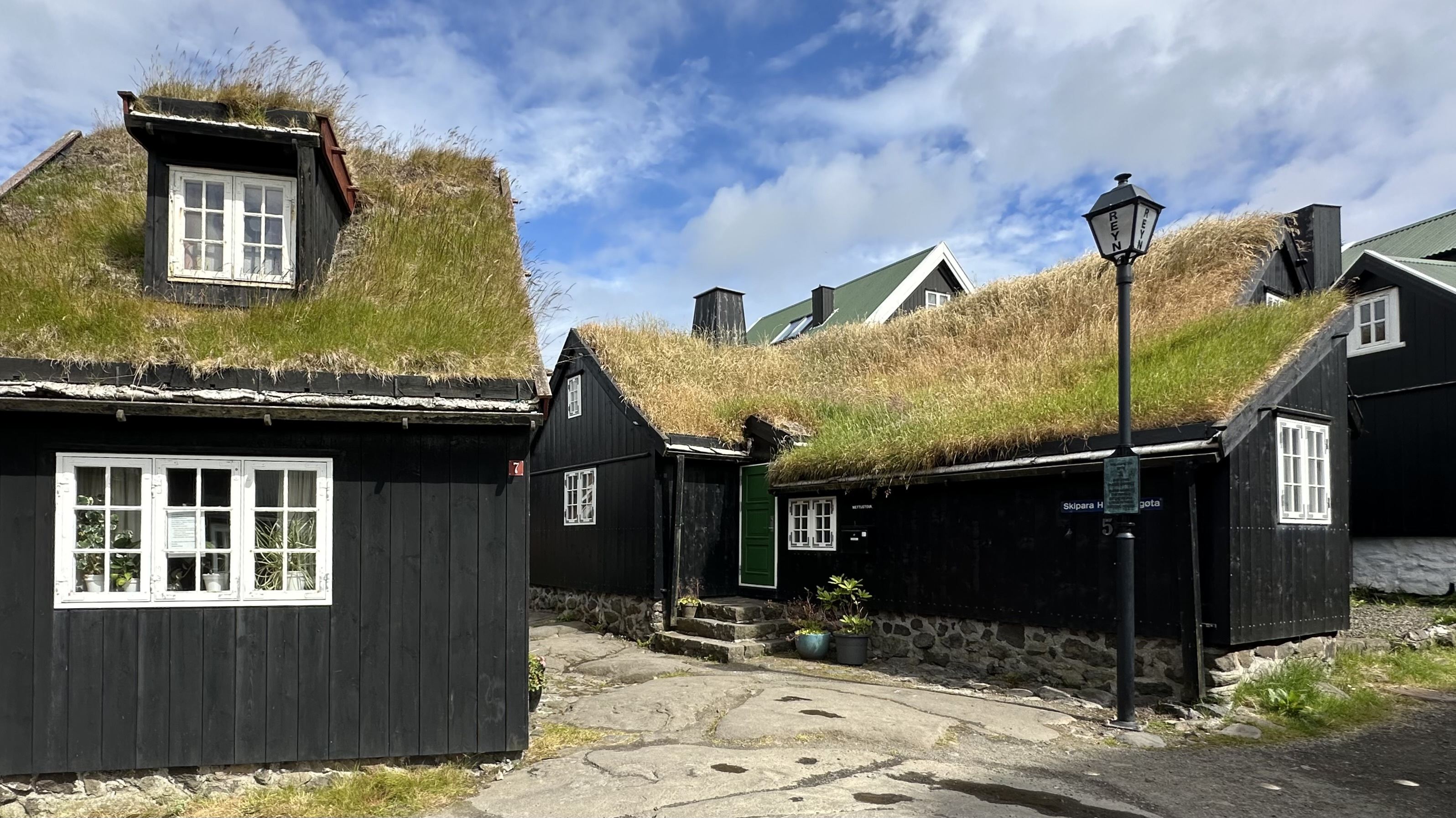
La vieille ville.
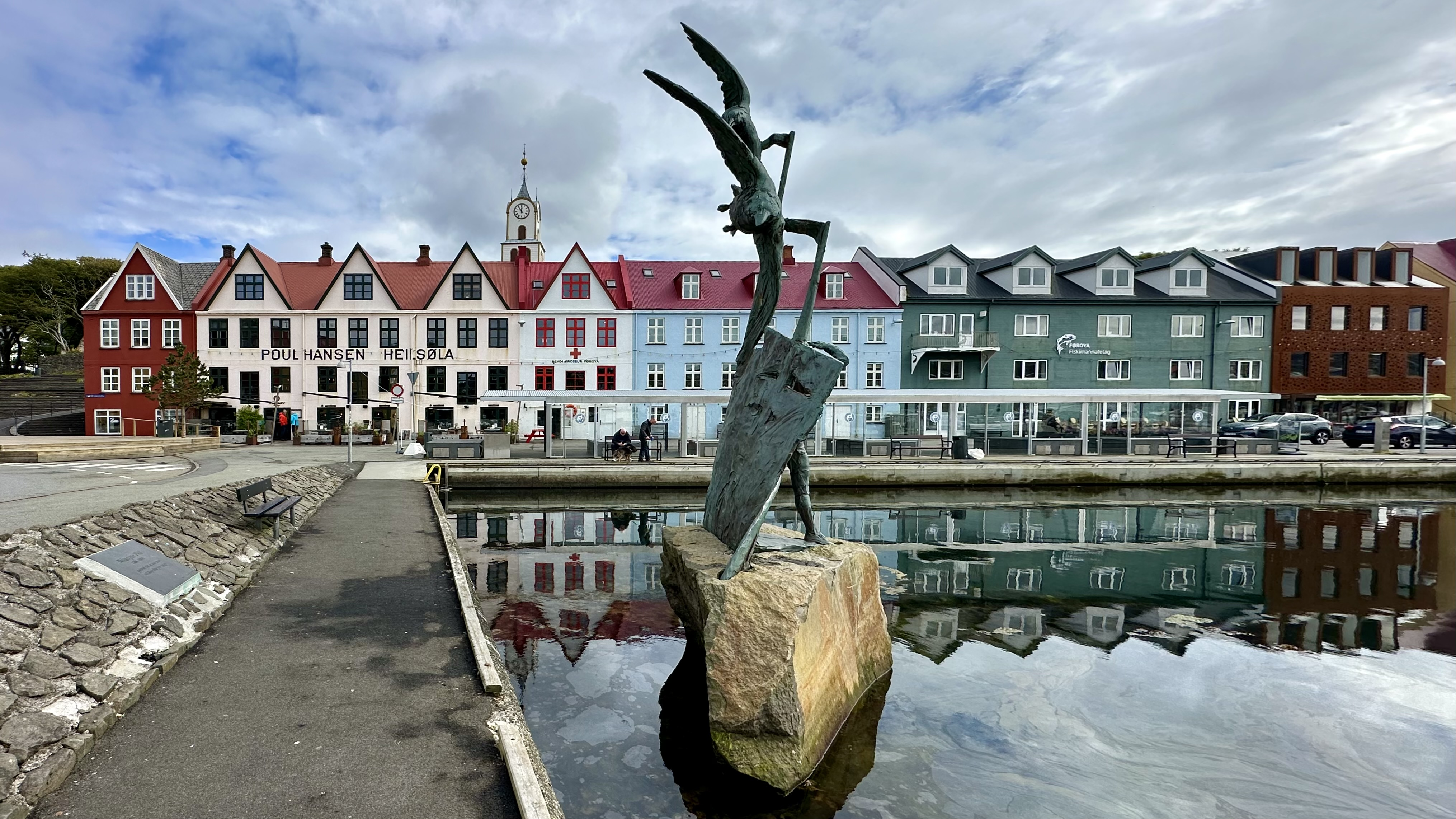
Le port.

### Personnalités

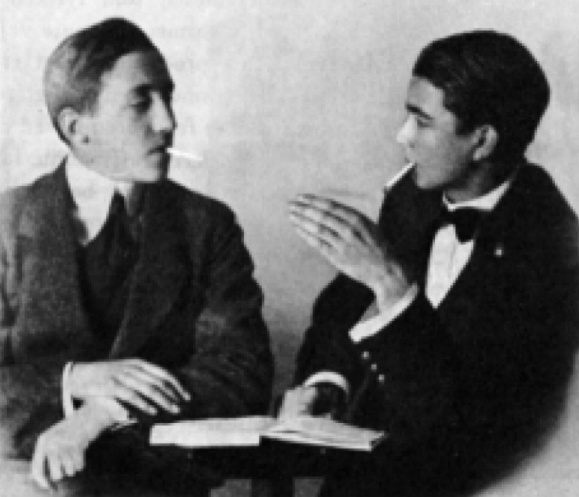
Les écrivains William Heinesen et Jørgen-Frantz Jacobsen en 1918.

- Niels Ryberg Finsen (1860–1904), prix Nobel de physiologie et de médecine en 1903.
- William Heinesen (1900–1991), écrivain, poète, compositeur et peintre.
- Jørgen-Frantz Jacobsen (1900–1938), écrivain.
- Ingálvur av Reyni (1920–2005), peintre.
- Janus Djurhuus (1881–1948), écrivain.
- Janus Kamban (1913–2009), sculpteur.
- Zacharias Heinesen (1936), peintre.
- Sólrún Michelsen (1948), écrivaine
- Katrin Ottarsdóttir (1957), cinéaste.
- Guðrið Hansdóttir (1980), chanteuse, compositrice et musicienne.
- Heidi Andreasen (1985), nageuse
- Reiley (1997), chanteur

## Sports

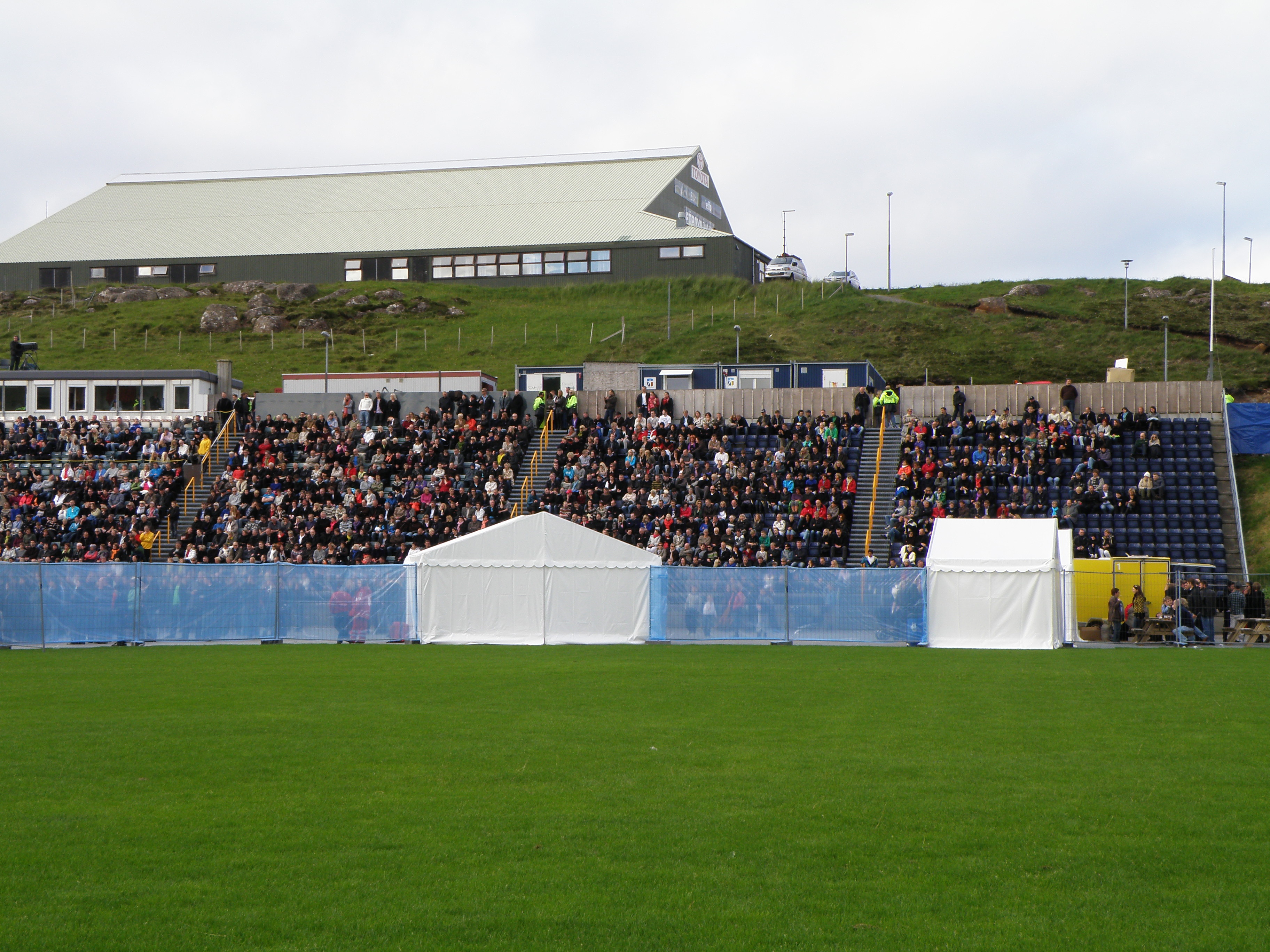
Tórsvøllur

En tant que capitale des Îles Féroé, la ville concentre un grand nombre de clubs sportifs.
Liste des clubs sportifs à Tórshavn
- Équipes de football :
  - HB Tórshavn,
  - B36 Tórshavn,
  - AB Argir,
  - FC Hoyvík,
  - Nólsoyar Ítróttarfelag,
  - Undrið FF.
- Équipes de handball :
  - Kyndil,
  - Neistin,
  - H71.

Le Tórsvøllur, stade de 6 000 places où se déroulent les matchs de l'équipe des îles Féroé de football, se trouve à Tórshavn.